# Stratifikation (Ökologie)

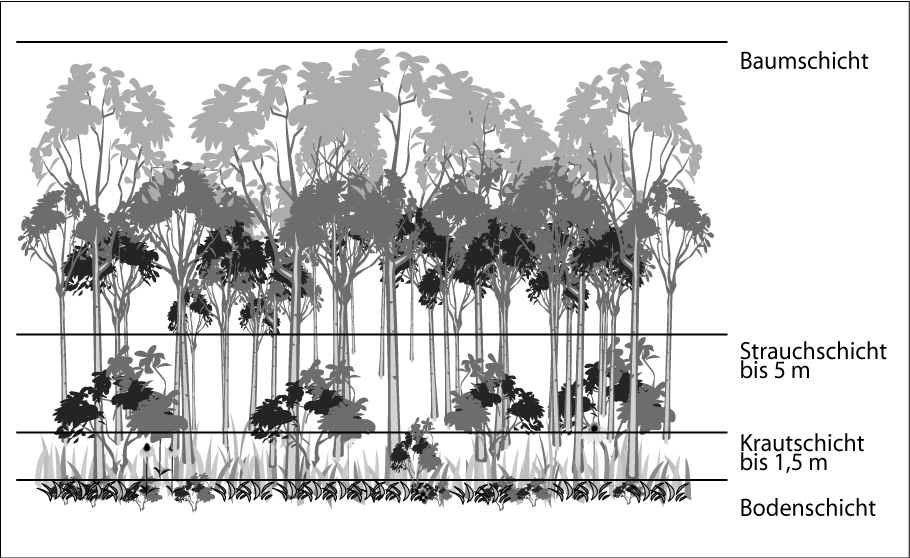
Vertikale Gliederung der Vegetation im Wald

Stratifikation bezeichnet in der Ökologie die vertikale Schichtung eines Lebensraumes („Stockwerkbau“). Sie beschreibt die Schichten (sing. Stratum, pl. Straten) der Vegetation, welche im Wesentlichen durch die unterschiedlichen Wuchshöhen der Einzelpflanzen bestimmt wird. Die einzelnen Schichten werden von verschiedenen tierischen und pflanzlichen Lebensgemeinschaften (Stratozönosen) besiedelt.

## Vertikalstruktur in terrestrischen Pflanzenbeständen

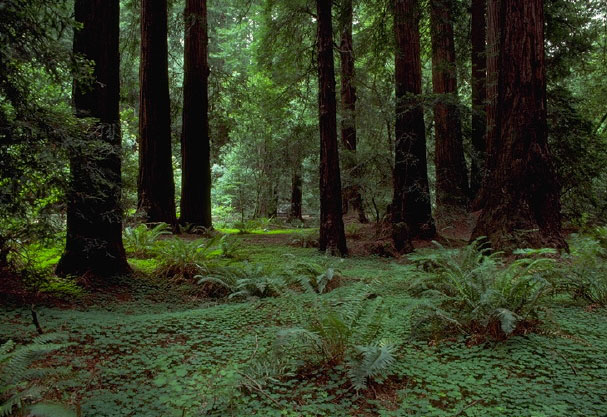
Wald mit Baum-, Strauch- und Krautschicht

Es wird in Wurzel-, Boden-, Kraut-, Strauch- und Baumschicht unterschieden. Die Vegetationsschichtung wird vor allem durch die Wuchshöhen der einzelnen Pflanzen bestimmt, wobei die verschiedenen Elemente gleitende Höhenabfolgen bilden können. Die eigentliche Schicht wird durch den Höhenbereich gekennzeichnet, in dem sich die Hauptmenge der Photosyntheseorgane (vorwiegend Blätter) befindet. Hochwüchsige Arten haben einen Teil ihres Sproßsystems in den darunter liegenden Schichten. Nach der oberirdischen Schichtung gibt es auch eine solche des Wurzelraumes. Im weitesten Sinne kann man noch die Schichtung der Diasporen im Boden zur Vertikalstruktur rechnen.
Die Pflanzen einer Schicht besonders derselben Lebensform und ähnlicher Wurzelverteilung stehen in enger Wechselwirkung und sind meist starke Konkurrenten um Raum, Licht, Wasser und Nährstoffe. Die Schichtung einer Pflanzengesellschaft ist das Ergebnis von langen Auslese- und Anpassungsprozessen. Durch die Ausbildung verschiedener Schichten wird ein gegebener Lebensraum besser ausgenutzt. Stark vertikal geschichtete Lebensräume gelten als recht stabile Ökosysteme. Umgekehrt gilt es nicht, denn auch einige wenig geschichtete Vegetationstypen, wie beispielsweise Röhrichte, können sehr stabil sein. Die Schichten eines Bestandes stehen in enger Wechselbeziehung und bedingen sich teilweise gegenseitig. Dies geschieht häufig über die Veränderung des Kleinklimas durch die höheren Schichten, wobei dem Lichtfaktor besondere Bedeutung zukommt.

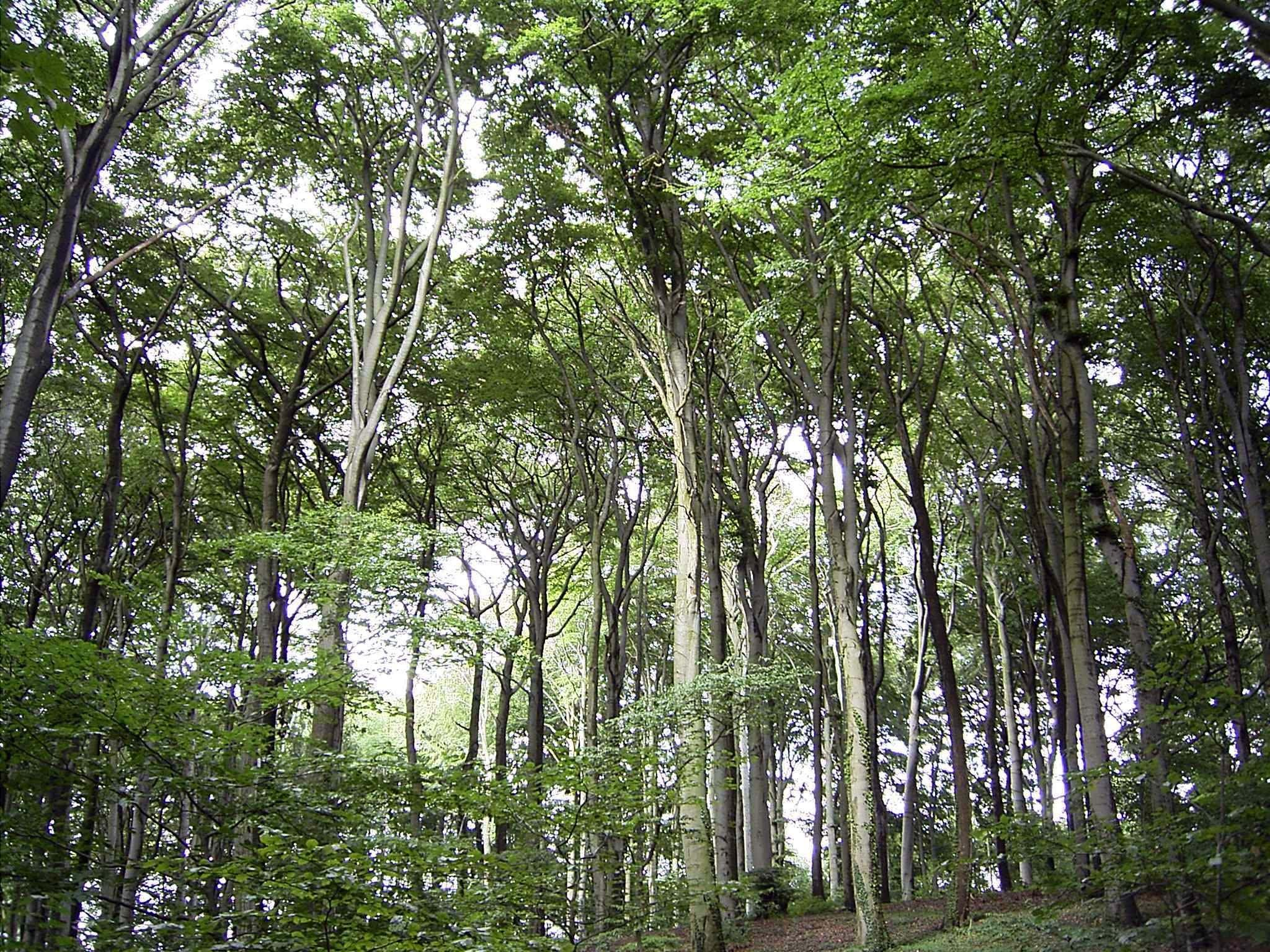
Baumschicht mit Blick in das Kronendach

Neben der Überlagerung verschiedener auf gleicher Bodenoberfläche wachsender Pflanzen gibt es noch ein seitliches Ausgreifen höherer Schichten in benachbarte Pflanzenbestände, beispielsweise an Wald- und Gebüschrändern. Die besondere Vegetationsstruktur bedingt die Ausbildung bestimmter Vegetationstypen wie Mantel- und Saumgesellschaften.

### Baumschicht
Diese Vegetationsschicht beginnt ab etwa fünf Meter und umfasst den obersten aus Phanerophyten bestehenden Teil eines Bestandes. Sie können ca. 45 m hoch werden. Die Bäume (zum Teil auch Sträucher) haben unterschiedliche Höhen. Der eine Baum hat in einer Höhe schon seine Krone, wo der andere noch den Stamm hat. Als Abschluss nach oben bilden die Kronen der verschiedenen Baumarten ein mehr oder weniger geschlossenes Kronendach. In tropischen Regenwäldern ragen einzelne „Urwaldriesen“ (Emergenten), die bis über 70 m hoch werden können, über das Hauptkronendach.
Diese Schicht schafft in Wäldern besondere ökologische Bedingungen in den darunter liegenden Schichten. Durch die Dichte des Baumbestandes wird die Strahlung im Inneren des Waldes bestimmt. Starke Niederschläge werden durch die Baumkronen abgemildert und das Regenwasser langsam nach unten geleitet. Die Baumschicht lässt sich noch weiter in die obere (Kronenschicht) und untere Baumschicht unterteilen.

### Strauchschicht
Die Vegetationsschicht der Sträucher in einem Lebensraum mit Wuchshöhen zwischen eineinhalb bis etwa fünf Metern wird als Strauchschicht bezeichnet. Junge nachwachsende Bäume werden in diese Schichten aufgenommen. Unterschieden werden können die erste und zweite Strauchschicht (niedrige und hohe Sträucher). Die Strauchschicht braucht Sonne und nur wenig Feuchtigkeit anders als die Moosschicht, welche hingegen viel Feuchtigkeit benötigt. Dieses Stockwerk bekommt nur noch das gefilterte Licht aus den Kronen, d. h. hier wachsen bevorzugt Halbschatten- bzw. Schattenpflanzen, die grelles Sonnenlicht nicht vertragen würden. In der Strauchschicht, die aus Jungbäumen und Sträuchern besteht, halten sich gerne Amseln, Singdrosseln, Rotkehlchen oder Mönchsgrasmücken auf. Sie bauen ihre Nester geschützt in die Sträucher und werden daher als Buschbrüter bezeichnet. Zusätzlich zu den Sträuchern, wie Holunder, Hasel, Weißdorn, Himbeere und Brombeere, können auch die lianenartigen Waldreben vorkommen. Dazu sorgt die Strauchschicht am Rande des Waldes als Windschutz und bewahrt den Boden vor Austrocknung.

### Krautschicht
Die Krautschicht (auch als Feldschicht bezeichnet) ist jene der nicht verholzenden, an den Boden gebundenen Vegetationen mit Wuchshöhen bis ca. eineinhalb Meter. Die Krautschicht setzt sich aus verschiedenen krautigen Pflanzen, Gräsern, Zwergsträuchern (Hemikryptophyt, Geophyt, Therophyt und Chamaephyt) und Jungpflanzen der Gehölze zusammen. In Wäldern erscheinen zunächst Frühblüher, bevor sich das Kronendach schließt. Danach steht den Pflanzen nur noch wenig Licht zur Verfügung. Es kommen dann Pflanzen zur Blüte, welche an diese Bedingungen angepasst sind. Im Grünland sind nur Moos- und Krautschichten entwickelt. Gelegentlich existieren, meist bei einer Verbrachung, Strauchschichten im Übergang zu einer Bewaldung (Sukzession).

### Moosschicht

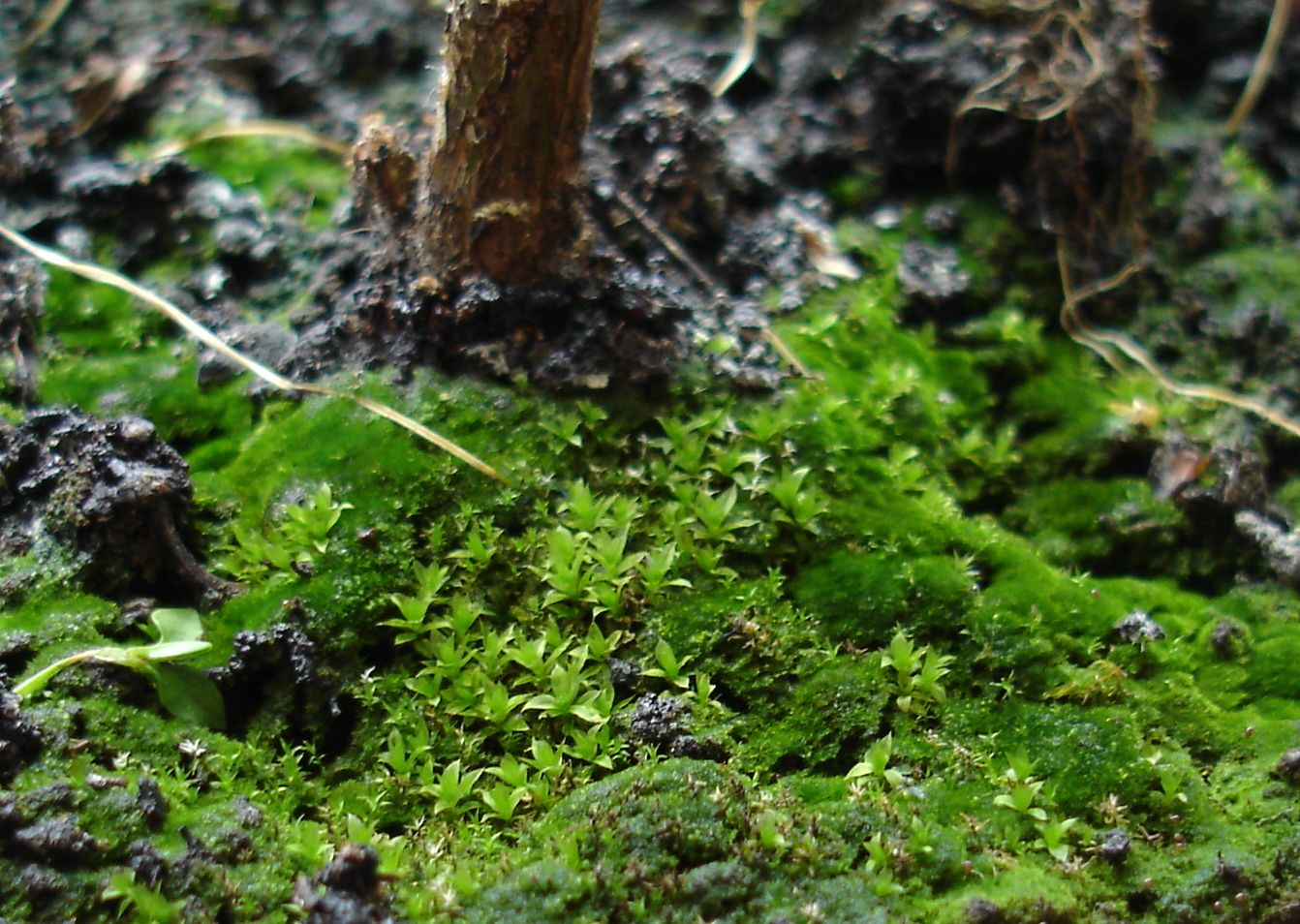
Moosschicht am Waldboden

Unmittelbar auf der Oberfläche befindliche Vegetation bis etwa 0,15 Meter wird als Moosschicht, Boden- oder Kryptogamenschicht bezeichnet. Auf dem Boden befindet sich zunächst eine Schicht mit abgestorbenem pflanzlichen und tierischen Material (Streuschicht). In dieser Schicht und den darunter liegenden oberen Zentimetern des Oberbodens leben unzählige kleine und kleinste Bodenlebewesen wie Bakterien, Pilze, Algen und Mikroorganismen, welche die abgestorbenen organischen Substanzen zersetzen und dem Boden wieder zuführen. Stellenweise ist der Boden mit Flechten und Moosen bewachsen.

### Wurzelschicht
Der unterirdische Bereich eines Pflanzenbestandes wird als Wurzelschicht bezeichnet. Der „Keller“ des Waldes reicht bis zu fünf Meter in die Tiefe. Hier wurzeln alle Pflanzen, die im Wald wachsen. Zwischen den unterirdischen Wurzeln graben Mäuse und Füchse ihre Tunnel und Baue. Typische Bewohner der Wurzelschicht sind Tausendfüßer und Regenwürmer. Im Winter ziehen sich auch einige Insekten, Reptilien und Amphibien aus der Bodenschicht dorthin zurück. Außerdem befinden sich in der Wurzelschicht abgewandelte Sprossteile wie Rhizome, Zwiebeln oder Knollen.

## Vertikalstruktur in aquatischen Pflanzenbeständen
Eine spezielle Schichtung ergibt sich in Gewässern. In Anpassung an die Lebensformen der Wasser- und Sumpfpflanzen lassen sich folgende Schichten unterteilen:
- Pleustonschicht: Auf der Wasseroberfläche frei schwimmende Pflanzen.
- Nymphaeidenschicht: Im Boden wurzelnde, auf der Wasseroberfläche schwimmende Pflanzen.
- Elodeidenschicht: Vorwiegend im Boden wurzelnde, den Wasserraum ausfüllende Pflanzen.
- Isoetidenschicht: Wurzelnde, direkt am Boden wachsende Pflanzen.
- Halophytenschicht: Auf festen Substraten angeheftete Kryptogamen.
- Helophytenschicht: Im Boden wurzelnde, mit Teilen aus dem Wasser herausragende Pflanzenteile unterschiedlicher Höhe.

## Ökologische Bedeutung
Die Vegetation bedingt aufgrund der vertikalen und horizontalen Gliederung eine Strukturierung des Pflanzenbestandes, welche Lebensräume mit Habitateigenschaften wie Wohn- und Aufenthaltsmöglichkeiten, Verstecke, Nahrungs- und Ernährungsmöglichkeiten und/oder ein geeignetes Kleinklima für Lebewesen schafft. Je strukturierter ein Bestand ist, desto mehr ökologische Nischen stehen der Lebewelt zur Verfügung. Am vielfältigsten ist die Stratifikation in tropischen Regenwäldern. Dementsprechend ist die Artenvielfalt in Äquatornähe sehr hoch. Außerdem profitieren kleine Pflanzen von abgestorbenen Blättern der „Urwaldriesen“, da Mikroorganismen diese Blätter in nützliche Mineralstoffe umwandeln.